# TVtäglich
TVtäglich ist eine wöchentlich erscheinende schweizerische Programmzeitschrift der Ringier Axel Springer Media und Tamedia.

## Geschichte
Am 30. Juni 1997 erschien TVtäglich erstmals als Ergebnis der Zusammenlegung der Programmzeitschriften «TVplus» und des bisherigen Konkurrenztitels «TV-Extra» im Joint Venture von Ringier Axel Springer Schweiz mit der Tamedia. Die Zeitschrift war folgenden Presseerzeugnissen beigelegt: Glückspost, Leben&Glauben (heute Doppelpunkt), Schweizer Familie, Schweizer Illustrierte, Sonntag, Berner Zeitung, Thurgauer Zeitung, Der Bund, Tages-Anzeiger, Berner Oberländer, Thuner Tagblatt, Tessiner Zeitung. 
Nachdem sich Ringier im Jahr 2007 von zwölf anderen TV-Programmzeitschriften getrennt hatte, war TVtäglich die einzige verbleibende Programmzeitschrift, die der Verlag noch in der Deutschschweiz vertrieb.
Im Jahr 2011 wurde bekannt, dass die Zeitschrift aufgrund rückläufiger Werbeumsätze nicht mehr dem Tages-Anzeiger, Berner Zeitung, Der Bund, Berner Oberländer sowie dem Thuner Tagblatt beigelegt wird. Stattdessen erfolgte die Beilage nur noch bei der Schweizer Illustrierte, Schweizer Familie, Glückspost, Leben&Glauben und der Sonntag.
Heute wird TVtäglich nur noch den Zeitschriften Schweizer Familie, Schweizer Illustrierte und Glückspost beigelegt.

## Inhalt
Der Fokus von TVtäglich liegt auf dem Fernsehprogramm.

## Kennzahlen
| Jahr | Auflage   | Leserschaft 1 | Quelle |
| ---- | --------- | ------------- | ------ |
| 2007 | 1'233'000 | 1'082'000     | [ 6 ]  |
| 2009 | 1‘165‘000 | 976‘000       | [ 7 ]  |
| 2011 | 650'000   | -             | [ 4 ]  |
| 2013 | 650'000   | 648'000       | [ 8 ]  |
| 2017 | 490'000   | 508'000       | [ 9 ]  |
| 2020 | -         | 417'000       | [ 10 ] |
| 2021 | -         | 367'000       | [ 10 ] |
| 2022 | 363'701   | 1'046'000     | [ 11 ] |